# 満洲短歌
- 満洲短歌
- 滿洲短歌
- 満州短歌

『満洲短歌』（まんしゅうたんか）は、1929年に創刊された短歌雑誌。

## 概要
「滿洲郷土藝術協會」が発行、八木沼丈夫が主宰 、主要同人 に八木沼丈夫、原眞弓、富田充、城所英一、山本友一、小川博三、香川末光、三ツ谷平治などが居る。発行者 は1935年（昭和10年）頃までは城所英一、以後、終刊号となった1941年（昭和16年）発行の第13巻117号までは香川末光であった。「満洲短歌」には、人間愛に満ちた八木沼丈夫を慕う若者たちが多く集まり、大陸における短歌活動の中心となった。
1941年（昭和16年）4月1日に4歌誌の合同により「満洲短歌」 は「短歌精神」 に統合された。この時の「短歌精神」の発行人は富田充であった。その後、1941年（昭和16年）11月1日には、八木沼丈夫主宰の「短歌中原」が創刊され、「満洲短歌」の同人はこの「短歌中原」に参加した。「短歌中原」の発行人は第3巻までは田邊益男、その後は及川鶴治となる。「短歌中原」は1945年（昭和20年）2月1日発行の第五巻第二号により終刊となる。
終戦後の1948年（昭和23年）8月30日に竹内正俊、三ツ谷平治などの尽力により「短歌中原」が復刊されるが、第二号により終刊となる。復刊「短歌中原」の発行者は原眞弓であった。